# 凌輝
凌輝，福建德化縣人，任官後徙居尤溪縣，明朝政治人物、進士出身。

## 生平
永樂十年（1412年），登進士，擔任监察御史。后升为江西按察副使，参与编修《大明一统志》、《德化县志》。